# Fomalhaut
Fomalhaut (α Piscis Austrini) este steaua cea mai strălucitoare din constelația Peștele austral, și ocupă locul 17 în lista celor mai strălucitoare stele de pe bolta cerească. Numele ei provine din limba arabă فم الحوت fum al-ħūt și înseamnă „gura peștelui”.

## Descriere
Steaua face parte din secvența principală, are tipul spectral A și este situată la o distanță de 25 de ani-lumină de sistemul solar.
Este de 16 ori mai strălucitoare ca Soarele.

## Sistem planetar
Fomalhaut este prima stea la care s-a descoperit cu ajutorul unei fotografii optice o planetă extrasolară. Fotografia publicată la data de 13 noiembrie 2008 a fost realizată de Telescopul spațial Hubble. Planeta, care are probabil o masă asemănătoare cu cea a planetei Jupiter, a fost denumită Fomalhaut b .
Fomalhaut b este o gigantă gazoasă, care orbitează la 119 UA de steaua Fomalhaut și efectuează o rotație completă în jurul stelei în 872 ani tereștri.
Planeta nu este propice vieții, pentru că orbitează o stea pe moarte, care are o viata scurtă de doar 1.000.000.000 de ani.
Steaua mai posedă și un disc protoplanetar, care se află la distanța de 133-158 UA.